# Нојенштајн (Хесен)
Нојенштајн (њем. Neuenstein) општина је у њемачкој савезној држави Хесен. Једно је од 20 општинских средишта округа Херсфелд-Ротенбург. Према процјени из 2010. у општини је живјело 3.168 становника. Посједује регионалну шифру (AGS) 6632014.

## Географски и демографски подаци
Нојенштајн се налази у савезној држави Хесен у округу Херсфелд-Ротенбург. Општина се налази на надморској висини од 307 метара. Површина општине износи 64,8 km². У самом мјесту је, према процјени из 2010. године, живјело 3.168 становника. Просјечна густина становништва износи 49 становника/km².